# سیارک ۱۴۱۱
سیارک ۱۴۱۱ (به انگلیسی: 1411 Brauna، نامگذاری:1937AM) هزار و چهارصد و یازدهمین سیارک کشف شده‌است که در ۸ ژانویه ۱۹۳۷ و در هایدلبرگ کشف شد.
قدر مطلق سیارک برابر ۱۰٫۹۰ است.